# Draft da NBA de 2014
O Draft da NBA de 2014 foi realizado em 26 de junho de 2014, no Barclays Center, no Brooklyn. As equipes da National Basketball Association (NBA) se revezam na seleção de jogadores amadores de basquete universitário dos EUA e outros jogadores qualificados, incluindo jogadores internacionais. O sorteio da loteria ocorreu em 20 de maio de 2014. O Cleveland Cavaliers ganhou a loteria e foi a primeira escolha geral do draft; esta é a quarta escolha número um de Cleveland desde 2003 e a terceira escolha número um em um período de quatro anos de 2011-2014. Este draft também seria o primeiro para o renascido Charlotte Hornets, que jogou como Bobcats de 2004-2014, desde 2001, quando o Charlotte Hornets original participou pela última vez antes de se mudar para New Orleans e eventualmente se tornar o atual New Orleans Pelicans.
Esse draft foi apontado por muitos como uma das classes de draft mais profundas e badaladas dos últimos anos, com vários jogadores apontados como futuros astros. A State Farm foi o patrocinador do evento. Os universitários que eram altamente elogiados pelos olheiros e executivos da NBA incluíam: Andrew Wiggins, Jabari Parker, Joel Embiid, Aaron Gordon, Julius Randle, Zach LaVine, T. J. Warren e Gary Harris. Outros talentos muito elogiados incluíam o australiano Dante Exum e o croata Dario Šarić, que se declararam para o draft, e Doug McDermott, que se qualificou automaticamente após o seu último ano na universidade.
Os destaques do draft incluíram as primeiras seleções feitas por Adam Silver como comissário e Mark Tatum como vice-comissário, o segundo canadense a ser a primeira escolha geral (Andrew Wiggins), o segundo par de escolhas canadense (Wiggins e Nik Stauskas), três das 20 primeiras seleções foram canadenses (Wiggins, Stauskas e Tyler Ennis), o primeiro jogador da G-League a ser selecionado na primeira rodada (P.J. Hairston), a primeira vez que dois jogadores da G-League foram selecionados no mesmo draft (Hairston e Thanasis Antetokounmpo) e o primeiro jogador cabo-verdiano a ser selecionado no draft (Walter Tavares). Além disso, uma ovação de pé para Isaiah Austin ocorreu entre as 15ª e 16ª escolhas do draft, que incluiu a própria NBA realizar uma escolha cerimonial para selecioná-lo como um meio de realizar seu sonho de ter seu nome ser ouvido no draft da NBA. Ele foi diagnosticado com síndrome de Marfan e nunca mais foi considerado para jogar basquete profissional novamente. Quase dois meses após o término do draft, Andrew Wiggins foi negociado com o Minnesota Timberwolves como parte de um acordo de três equipes que trouxe Kevin Love para Cleveland; isso resultou na segunda vez, desde a fusão NBA-ABA, que uma primeira escolha de draft não jogaria um único jogo pela equipe que o escolheu (a primeira vez sendo o Orlando Magic com Chris Webber em 1993. Ele foi trocado para o Golden State Warriors em troca da terceira escolha geral, Penny Hardaway, e três das futuras seleções do Golden State na primeira rodada do draft).

## Seleções de draft

### Primeira rodada
|  | Jogadores que foram incluídos no Hall da Fama do Basquete                               |
|  | Jogadores que foram pelo menos uma vez MVP da temporada da NBA                          |
|  | Jogadores que foram selecionados para pelo menos um NBA All-Star Game e um All-NBA Team |
|  | Jogadores que foram selecionados para pelo menos um All-NBA Team                        |
|  | Jogadores que foram selecionados para pelo menos um NBA All-Star Game                   |
|  | Jogadores que nunca atuaram em nenhuma partida sequer pela NBA                          |

| PG | Armador     |
| SG | Ala-armador |
| SF | Ala         |
| PF | Ala-pivô    |
| C  | Pivô        |

| Escolha | Nome              | Posição | Nacionalidade        | Time                                         | Universidade/Time    |
| ------- | ----------------- | ------- | -------------------- | -------------------------------------------- | -------------------- |
| 1       | Andrew Wiggins    | SF/SG   | Canadá               | Cleveland Cavaliers (trocado para Minnesota) | Kansas               |
| 2       | Jabari Parker     | SF/PF   | Estados Unidos       | Milwaukee Bucks                              | Duke                 |
| 3       | Joel Embiid       | C       | Camarões             | Philadelphia 76ers                           | Kansas               |
| 4       | Aaron Gordon      | PF      | Estados Unidos       | Orlando Magic                                | Arizona              |
| 5       | Dante Exum        | PG/SG   | Austrália            | Utah Jazz                                    | Australian Institute |
| 6       | Marcus Smart      | SG/PG   | Estados Unidos       | Boston Celtics                               | Oklahoma State       |
| 7       | Julius Randle     | PF      | Estados Unidos       | Los Angeles Lakers                           | Kentucky             |
| 8       | Nik Stauskas      | SG      | Canadá               | Sacramento Kings                             | Michigan             |
| 9       | Noah Vonleh       | PF      | Estados Unidos       | Charlotte Hornets                            | Indiana              |
| 10      | Elfrid Payton     | PG      | Estados Unidos       | Philadelphia 76ers (trocado para Orlando)    | Louisiana            |
| 11      | Doug McDermott    | SF      | Estados Unidos       | Denver Nuggets (trocado para Chicago)        | Creighton            |
| 12      | Dario Šarić       | PF      | Croácia              | Orlando Magic (trocado para Philadelphia)    | Cibona Zagreb        |
| 13      | Zach LaVine       | SG      | Estados Unidos       | Minnesota Timberwolves                       | UCLA                 |
| 14      | T. J. Warren      | SF      | Estados Unidos       | Phoenix Suns                                 | North Carolina State |
| 15      | Adreian Payne     | PF      | Estados Unidos       | Atlanta Hawks                                | Michigan State       |
| 16      | Jusuf Nurkić      | C       | Bósnia e Herzegovina | Chicago Bulls (trocado para Denver)          | Cedevita Zagreb      |
| 17      | James Young       | SG/SF   | Estados Unidos       | Boston Celtics                               | Kentucky             |
| 18      | Tyler Ennis       | PG      | Canadá               | Phoenix Suns                                 | Syracuse             |
| 19      | Gary Harris       | SG      | Estados Unidos       | Chicago Bulls (trocado para Denver)          | Michigan State       |
| 20      | Bruno Caboclo     | SF      | Brasil               | Toronto Raptors                              | E.C. Pinheiros       |
| 21      | Mitch McGary      | PF      | Estados Unidos       | Oklahoma City Thunder                        | Michigan             |
| 22      | Jordan Adams      | SG      | Estados Unidos       | Memphis Grizzlies                            | UCLA                 |
| 23      | Rodney Hood       | SG      | Estados Unidos       | Utah Jazz                                    | Duke                 |
| 24      | Shabazz Napier    | PG      | Estados Unidos       | Charlotte Hornets (trocado para Miami)       | Connecticut          |
| 25      | Clint Capela      | C       | Suíça                | Houston Rockets                              | Élan Chalon          |
| 26      | P. J. Hairston    | SG      | Estados Unidos       | Miami Heat (trocado para Charlotte)          | Texas Legends        |
| 27      | Bogdan Bogdanović | SG      | Sérvia               | Phoenix Suns                                 | Partizan Belgrado    |
| 28      | C. J. Wilcox      | SG      | Estados Unidos       | Los Angeles Clippers                         | Washington           |
| 29      | Josh Huestis      | SF/PF   | Estados Unidos       | Oklahoma City Thunder                        | Stanford             |
| 30      | Kyle Anderson     | SF      | Estados Unidos       | San Antonio Spurs                            | UCLA                 |

### Segunda rodada
| Escolha | Nome                   | Posição | Nacionalidade  | Time                                          | Universidade/Time       |
| ------- | ---------------------- | ------- | -------------- | --------------------------------------------- | ----------------------- |
| 31      | Damien Inglis          | SF      | França         | Milwaukee Bucks                               | Chorale Roanne          |
| 32      | K. J. McDaniels        | SF      | Estados Unidos | Philadelphia 76ers                            | Clemson                 |
| 33      | Joe Harris             | SG      | Estados Unidos | Cleveland Cavaliers                           | Virgínia                |
| 34      | Cleanthony Early       | SF      | Estados Unidos | New York Knicks                               | Wichita State           |
| 35      | Jarnell Stokes         | PF      | Estados Unidos | Utah Jazz (trocado para Memphis)              | Tennessee               |
| 36      | Johnny O'Bryant III    | PF      | Estados Unidos | Milwaukee Bucks                               | LSU                     |
| 37      | DeAndre Daniels        | SF      | Estados Unidos | Toronto Raptors                               | Pittsburgh              |
| 38      | Spencer Dinwiddie      | PG/SG   | Estados Unidos | Detroit Pistons                               | Colorado                |
| 39      | Jerami Grant           | SF      | Estados Unidos | Philadelphia 76ers                            | Syracuse                |
| 40      | Glenn Robinson III     | SF      | Estados Unidos | Minnesota Timberwolves                        | Michigan                |
| 41      | Nikola Jokić           | C       | Sérvia         | Denver Nuggets                                | Mega Vizura             |
| 42      | Nick Johnson           | PG/SG   | Estados Unidos | Houston Rockets                               | Arizona                 |
| 43      | Walter Tavares         | C       | Cabo Verde     | Atlanta Hawks                                 | CB Gran Canaria         |
| 44      | Markel Brown           | SG      | Estados Unidos | Minnesota Timberwolves (trocado para Nets)    | Oklahoma State          |
| 45      | Dwight Powell          | PF      | Canadá         | Charlotte Hornets                             | Stanford                |
| 46      | Jordan Clarkson        | PG      | EUA-Filipinas  | Washington Wizards (trocado para LA Lakers)   | Missouri                |
| 47      | Russ Smith             | PG/SG   | Estados Unidos | Philadelphia 76ers (trocado para Pelicans)    | Louisville              |
| 48      | Lamar Patterson        | SG/SF   | Estados Unidos | Milwaukee Bucks (trocado para Atlanta)        | Pittsburgh              |
| 49      | Cameron Bairstow       | PF/C    | Austrália      | Chicago Bulls                                 | Novo México             |
| 50      | Alec Brown             | C       | Estados Unidos | Phoenix Suns                                  | Green Bay               |
| 51      | Thanasis Antetokounmpo | SF      | Grécia         | New York Knicks                               | Delaware B. Coats       |
| 52      | Vasilije Micić         | PG      | Sérvia         | Philadelphia 76ers                            | Mega Vizura             |
| 53      | Alessandro Gentile     | SF      | Itália         | Minnesota Timberwolves (trocado para Houston) | Olimpia Milano          |
| 54      | Nemanja Dangubić       | SG      | Sérvia         | Philadelphia 76ers (trocado para Spurs)       | Mega Vizura             |
| 55      | Semaj Christon         | PG      | Estados Unidos | Miami Heat (trocado para OKC Thunder)         | Xavier                  |
| 56      | Devyn Marble           | SG/SF   | Estados Unidos | Denver Nuggets (trocado para Orlando)         | Iowa                    |
| 57      | Louis Labeyrie         | PF/C    | França         | Indiana Pacers (trocado para NY Knicks)       | Levallois Metropolitans |
| 58      | Jordan McRae           | SG      | Estados Unidos | San Antonio Spurs (trocado para Philadelphia) | Tennessee               |
| 59      | Xavier Thames          | PG/SG   | Estados Unidos | Toronto Raptors (trocado para Nets)           | San Diego State         |
| 60      | Cory Jefferson         | PF      | Estados Unidos | San Antonio Spurs (trocado para Nets)         | Baylor                  |

## Jogadores notáveis não selecionados
Esses jogadores elegíveis não foram selecionados no Draft da NBA de 2014, mas jogaram pelo menos uma partida na NBA. Em abril de 2015, Sim Bhullar se tornou o primeiro jogador de ascendência indiana a jogar na liga.
| Jogador              | Posição | Nacionalidade  | School/club team             |
| -------------------- | ------- | -------------- | ---------------------------- |
| Keith Appling        | PG      | Estados Unidos | Michigan State               |
| Jerrelle Benimon     | PF      | Estados Unidos | Towson                       |
| Sim Bhullar          | C       | Canadá         | New Mexico State             |
| Khem Birch           | PF/C    | Canadá         | UNLV                         |
| Tarik Black          | PF      | Estados Unidos | Kansas                       |
| Jabari Brown         | SG      | Estados Unidos | Missouri                     |
| Coty Clarke          | SF      | Estados Unidos | Arkansas                     |
| Bryce Cotton         | PG      | Estados Unidos | Providence                   |
| Torrey Craig         | SG/SF   | Estados Unidos | USC Upstate                  |
| Mitch Creek          | SG/SF   | Australia      | Adelaide 36ers (Australia)   |
| Andre Dawkins        | SG      | Estados Unidos | Duke                         |
| Jarell Eddie         | SF      | Estados Unidos | Virginia Tech                |
| Cristiano Felício    | PF/C    | Brasil         | Flamengo (Brasil)            |
| Tim Frazier          | PG/SG   | Estados Unidos | Penn State                   |
| Langston Galloway    | PG      | Estados Unidos | Saint Joseph's               |
| Tyler Johnson        | SG      | Estados Unidos | Fresno State                 |
| Sean Kilpatrick      | SG      | Estados Unidos | Cincinnati                   |
| Alex Kirk            | C       | Estados Unidos | New Mexico                   |
| Maxi Kleber          | PF      | Alemanha       | S.Oliver Würzburg (Alemanha) |
| Walter Lemon Jr.     | PG      | Estados Unidos | Bradley                      |
| James Michael McAdoo | PF      | Estados Unidos | North Carolina               |
| Eric Moreland        | PF      | Estados Unidos | Oregon State                 |
| Xavier Munford       | PG      | Estados Unidos | Rhode Island                 |
| Norvel Pelle         | PF      | Líbano         | Delaware 87ers (G-League)    |
| JaKarr Sampson       | SF      | Estados Unidos | St. John's                   |
| David Stockton       | PG      | Estados Unidos | Gonzaga                      |
| Axel Toupane         | SG/SF   | França         | Strasbourg IG (França)       |
| David Wear           | PF      | Estados Unidos | UCLA                         |
| Travis Wear          | SF      | Estados Unidos | UCLA                         |
| Okaro White          | SF/PF   | Estados Unidos | Florida State                |
| Shayne Whittington   | PF/C    | Estados Unidos | Western Michigan             |
| Jamil Wilson         | SF      | Estados Unidos | Marquette                    |

## Elegibilidade e participantes
O projeto é conduzido de acordo com as regras de elegibilidade estabelecidas no novo acordo coletivo de trabalho (ACT) da liga de 2011 com o sindicato dos jogadores. O CBA que encerrou a greve de 2011 não instituiu mudanças imediatas no draft, mas convocou um comitê de proprietários e jogadores para discutir futuras mudanças. A partir de 2014, as regras básicas de elegibilidade para o draft estão listadas abaixo.
- Todos os jogadores selecionados devem ter pelo menos 19 anos durante o ano civil do draft. Em termos de datas, os jogadores elegíveis para o Draft de 2014 devem ter nascido em ou antes de 31 de dezembro de 1995.[2]
- Qualquer jogador que não seja um "jogador internacional", conforme definido no CBA, deve estar pelo menos um ano afastado de sua turma do ensino médio. O CBA define "jogadores internacionais" como jogadores que residiram permanentemente fora dos Estados Unidos por três anos antes do recrutamento, jogadores que não concluíram o ensino médio nos Estados Unidos e jogadores que nunca se matricularam em uma universidade dos Estados Unidos.

### Entradas iniciais
O jogador que não for automaticamente elegível deve declarar sua elegibilidade para o draft, notificando os escritórios da NBA por escrito, 60 dias antes do draft. Para o draft de 2014, esta data caiu em 27 de abril. Após esta data, os jogadores de "entrada antecipada" podem comparecer aos treinos de pré-draft da NBA e treinos individuais de equipe para mostrar suas habilidades e obter feedback. De acordo com o CBA, um jogador pode retirar seu nome do draft a qualquer momento antes da data da declaração final, que é 10 dias antes do draft. De acordo com as regras da NCAA vigentes, os jogadores só tinham até 16 de abril para desistir do draft e manter sua elegibilidade universitária.
Um jogador que contratou um agente perderá o direito ao restante da elegibilidade universitária, independentemente de ter sido selecionado. Além disso, enquanto a CBA permite que um jogador se retire do draft duas vezes, a NCAA determinou que um jogador que se declarou duas vezes perderia sua elegibilidade universitária.
Este ano, um total de 45 jogadores universitários e 30 jogadores internacionais foram declarados como "entradas antecipadas". Em 16 de junho, data limite de desistência, 18 candidatos antecipados desistiram do draft, deixando 44 jogadores universitários e 13 jogadores internacionais como as entradas antecipadas do draft.

### Participantes automaticamente qualificados
Os jogadores que não atendem aos critérios para jogadores "internacionais" são automaticamente elegíveis se atenderem a qualquer um dos seguintes critérios:
- Completarem 4 anos de elegibilidade universitária.
- Se eles se formaram no ensino médio nos Estados Unidos, mas não se matricularam em uma universidade ou em uma universidade dos Estados Unidos, e se quatro anos se passaram desde que sua classe do ensino médio se formou.
- Eles assinaram um contrato com um time profissional de basquete fora da NBA, em qualquer lugar do mundo, e jogaram sob esse contrato.

Os jogadores que atendem aos critérios de jogadores "internacionais" são automaticamente qualificados se atenderem a qualquer um dos seguintes critérios:
- Eles terem pelo menos 22 anos durante o ano civil do draft. Em termos de datas, jogadores nascidos em ou antes de 31 de dezembro de 1992 são automaticamente elegíveis para o draft de 2014.[2]
- Eles assinaram um contrato com um time profissional de basquete fora da NBA, dentro dos Estados Unidos, e jogaram sob esse contrato.

Antes do draft, a NBA divulgou uma lista de jogadores da D-League que são automaticamente elegíveis para o draft. 
| Jogador                | Time           |
| ---------------------- | -------------- |
| Thanasis Antetokounmpo | Delaware 87ers |
| Aquille Carr           | Delaware 87ers |
| Cleveland Melvin       | Erie BayHawks  |
| Norvel Pelle           | Delaware 87ers |
| Elijah Pittman         | Delaware 87ers |

## Combine
O Draft Combine da NBA, apenas para convidados, ocorreu em Chicago de 14 a 18 de maio. 60 jogadores foram convidados. O Mini Camp Elite D-League de 2014, que incluiu 37 jogadores, ocorreu em Chicago nos dois dias anteriores ao combine.

## Sorteio
As primeiras 14 escolhas no draft pertencem a times que não fora para os playoffs. A loteria determinou as equipes que obteriam as três primeiras escolhas no draft. As escolhas restantes da primeira rodada e as escolhas da segunda rodada foram atribuídas às equipes na ordem inversa de seu registro de vitórias e derrotas na temporada anterior. Como é comum no caso de registros idênticos de vitórias e derrotas, a NBA realizou um sorteio aleatório para desempatar em 18 de abril de 2014.
A loteria foi realizada em 20 de maio de 2014, no Times Square Studios, em Nova York. O Cleveland Cavaliers, que teve o nono pior recorde, ganhou na loteria com apenas 1,7% de chance de ganhar a primeira escolha. Foi o segundo ano consecutivo que os Cavaliers ganharam na loteria, bem como a terceira vez em quatro anos. Os Cavs empatou com o Chicago Bulls no Draft da NBA de 2008 para a segunda maior reviravolta de todos os tempos e a maior reviravolta no sistema de loteria atual que começou em 1994. O Milwaukee Bucks, que teve o pior recorde e a maior chance de ganhar na loteria com 25%, obteve a segunda escolha. A loteria foi concluída com o Philadelphia 76ers, que teve o segundo pior registro, obtendo a terceira escolha.
Abaixo estavam as chances de cada equipe obter escolhas específicas no sorteio da loteria, arredondadas para três casas decimais:
| ^ | Denota o resultado real da loteria |

| Time                   | Temporada da NBA de 2013–14 | Chances na loteria | Probabilidades da loteria | Probabilidades da loteria | Probabilidades da loteria | Probabilidades da loteria | Probabilidades da loteria | Probabilidades da loteria | Probabilidades da loteria | Probabilidades da loteria | Probabilidades da loteria | Probabilidades da loteria | Probabilidades da loteria | Probabilidades da loteria | Probabilidades da loteria | Probabilidades da loteria |
| Time                   | Temporada da NBA de 2013–14 | Chances na loteria | 1st                       | 2nd                       | 3rd                       | 4th                       | 5th                       | 6th                       | 7th                       | 8th                       | 9th                       | 10th                      | 11th                      | 12th                      | 13th                      | 14th                      |
| ---------------------- | --------------------------- | ------------------ | ------------------------- | ------------------------- | ------------------------- | ------------------------- | ------------------------- | ------------------------- | ------------------------- | ------------------------- | ------------------------- | ------------------------- | ------------------------- | ------------------------- | ------------------------- | ------------------------- |
| Milwaukee Bucks        | 15–67                       | 250                | .250                      | .215^                     | .177                      | .358                      | —                         | —                         | —                         | —                         | —                         | —                         | —                         | —                         | —                         | —                         |
| Philadelphia 76ers     | 19–63                       | 199                | .199                      | .188                      | .171^                     | .319                      | .124                      | —                         | —                         | —                         | —                         | —                         | —                         | —                         | —                         | —                         |
| Orlando Magic          | 23–59                       | 156                | .156                      | .157                      | .156                      | .225^                     | .265                      | .041                      | —                         | —                         | —                         | —                         | —                         | —                         | —                         | —                         |
| Utah Jazz              | 25–57                       | 104                | .104                      | .112                      | .121                      | .099                      | .373^                     | .177                      | .014                      | —                         | —                         | —                         | —                         | —                         | —                         | —                         |
| Boston Celtics         | 25–57                       | 103                | .103                      | .111                      | .120                      | —                         | .238                      | .342^                     | .082                      | .004                      | —                         | —                         | —                         | —                         | —                         | —                         |
| Los Angeles Lakers     | 27–55                       | 63                 | .063                      | .071                      | .081                      | —                         | —                         | .440                      | .304^                     | .040                      | .001                      | —                         | —                         | —                         | —                         | —                         |
| Sacramento Kings       | 28–54                       | 43                 | .043                      | .049                      | .058                      | —                         | —                         | —                         | .600                      | .232^                     | .018                      | .000                      | —                         | —                         | —                         | —                         |
| Detroit Pistons        | 29–53                       | 28                 | .028                      | .033                      | .039                      | —                         | —                         | —                         | —                         | .725                      | .168^                     | .008                      | .000                      | —                         | —                         | —                         |
| Cleveland Cavaliers    | 33–49                       | 17                 | .017^                     | .020                      | .024                      | —                         | —                         | —                         | —                         | —                         | .813                      | .122                      | .004                      | .000                      | —                         | —                         |
| New Orleans Pelicans   | 34–48                       | 11                 | .011                      | .013                      | .016                      | —                         | —                         | —                         | —                         | —                         | —                         | .870^                     | .089                      | .002                      | .000                      | —                         |
| Denver Nuggets         | 36–46                       | 8                  | .008                      | .009                      | .012                      | —                         | —                         | —                         | —                         | —                         | —                         | —                         | .907^                     | .063                      | .001                      | .000                      |
| New York Knicks        | 37–45                       | 7                  | .007                      | .008                      | .010                      | —                         | —                         | —                         | —                         | —                         | —                         | —                         | —                         | .935^                     | .039                      | .000                      |
| Minnesota Timberwolves | 40–42                       | 6                  | .006                      | .007                      | .009                      | —                         | —                         | —                         | —                         | —                         | —                         | —                         | —                         | —                         | .960^                     | .018                      |
| Phoenix Suns           | 48–34                       | 5                  | .005                      | .006                      | .007                      | —                         | —                         | —                         | —                         | —                         | —                         | —                         | —                         | —                         | —                         | .982^                     |

- O Charlotte Hornets adquiriu a escolha do Detroit Pistons porque ficou fora dos oito primeiros.
- O Philadelphia 76ers adquiriu a escolha do New Orleans Pelicans porque ficou fora dos cinco primeiros.
- O Orlando Magic adquiriu o menor escolha do Denver Nuggets e a escolha do New York Knicks.

## Cerimônia de draft

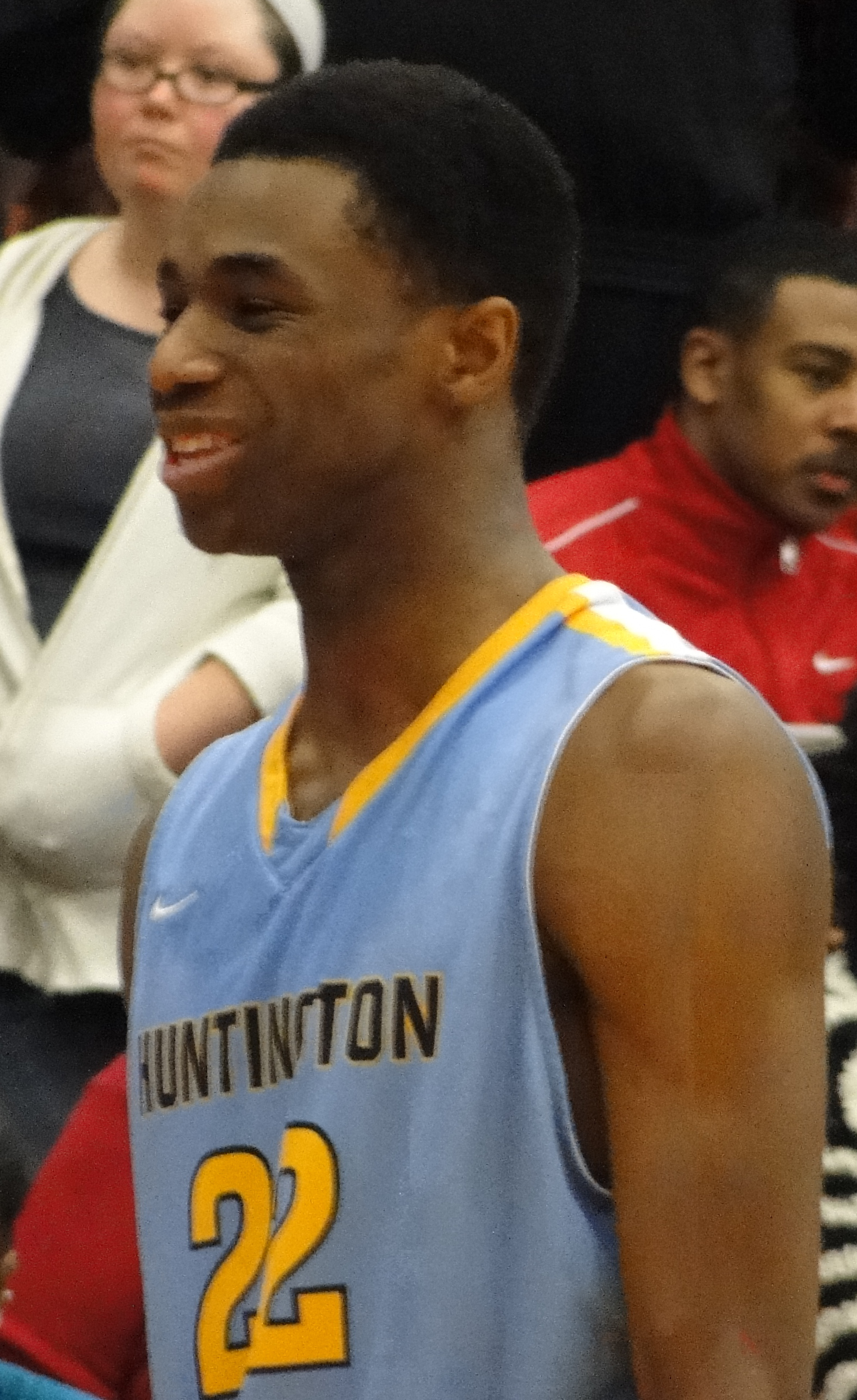
Andrew Wiggins

Na primeira rodada do draft, cada equipe tem cinco minutos para decidir qual jogador deseja escolher. Durante os cinco minutos, a equipe também pode propor uma troca com outra equipe antes de fazer sua seleção. O comissário da NBA então anuncia a seleção e o jogador, usando um boné com o logotipo do time, sobe ao palco para ser parabenizado e apresentado ao público. Na segunda rodada, cada equipe tem dois minutos para fazer suas escolhas enquanto o vice-comissário assume o papel de comissário.
A NBA convida anualmente cerca de 10 a 15 jogadores para se sentarem na chamada "sala verde", uma sala especial reservada no local do draft para os jogadores convidados se sentarem com suas famílias e agentes. Quando seus nomes são chamados, o jogador sai da sala e sobe ao palco. Outros jogadores, que não são convidados, podem comparecer à cerimônia, sentar nas arquibancadas com os torcedores e subir ao palco quando são selecionados. Este ano, porém, a liga decidiu convidar 21 jogadores para a sala verde. Os 20 jogadores que foram convidados e participaram do draft são: Tyler Ennis, Dante Exum, Aaron Gordon, Gary Harris, Rodney Hood, Zach LaVine, Doug McDermott, Shabazz Napier, Jusuf Nurkić, Jabari Parker, Adreian Payne, Elfrid Payton, Julius Randle, Dario Šarić, Marcus Smart, Nik Stauskas, Noah Vonleh, TJ Warren, Andrew Wiggins e James Young. Joel Embiid foi convidado, mas não pôde comparecer devido a uma lesão sofrida e da cirurgia subsequente. Dos 21 jogadores convidados, 19 foram selecionados entre os 19 primeiros. Os outros dois, Hood e Napier, foram selecionados em 23º e 24º, respectivamente.
Além disso, o ex-jogador de Baylor, Isaiah Austin, que havia se declarado para o draft, mas foi forçado a encerrar sua carreira após ser diagnosticado com síndrome de Marfan durante um exame físico para o draft, foi convidado a comparecer como convidado especial do comissário Adam Silver. Durante o draft, ele foi selecionado pela liga e subiu ao palco com um boné genérico da NBA.